# Чернова Мар'яна Володимирівна
Мар'я́на Володи́мирівна Черно́ва (нар. 16 квітня 1923, Охтирка — пом. 29 листопада 1982, Харків) — український радянський мистецтвознавець; член Харківської організації Спілки радянських художників України від 1965 року.

## Біографія
Народилася 16 квітня 1923 року в місті Охтирці (нині Сумська область, Україна). Впродовж 1943—1946 років навчалася у
Харківському університеті імені О. М. Горького; впродовж 1944—1949 років — у Харківському інституті театрального мистецтва (викладачі Аркадій Плетньов, Ромаш Черкашин, Михайло Зубар).
Протягом 1950—1980 років працювала науковим співробітником, завідувачем відділу дожовтневого мистецтва у Харківському художньому музеї); одночасно у 1954—1956 роках викладала у Харківській дитячій художній школі імені Іллі Рєпіна.

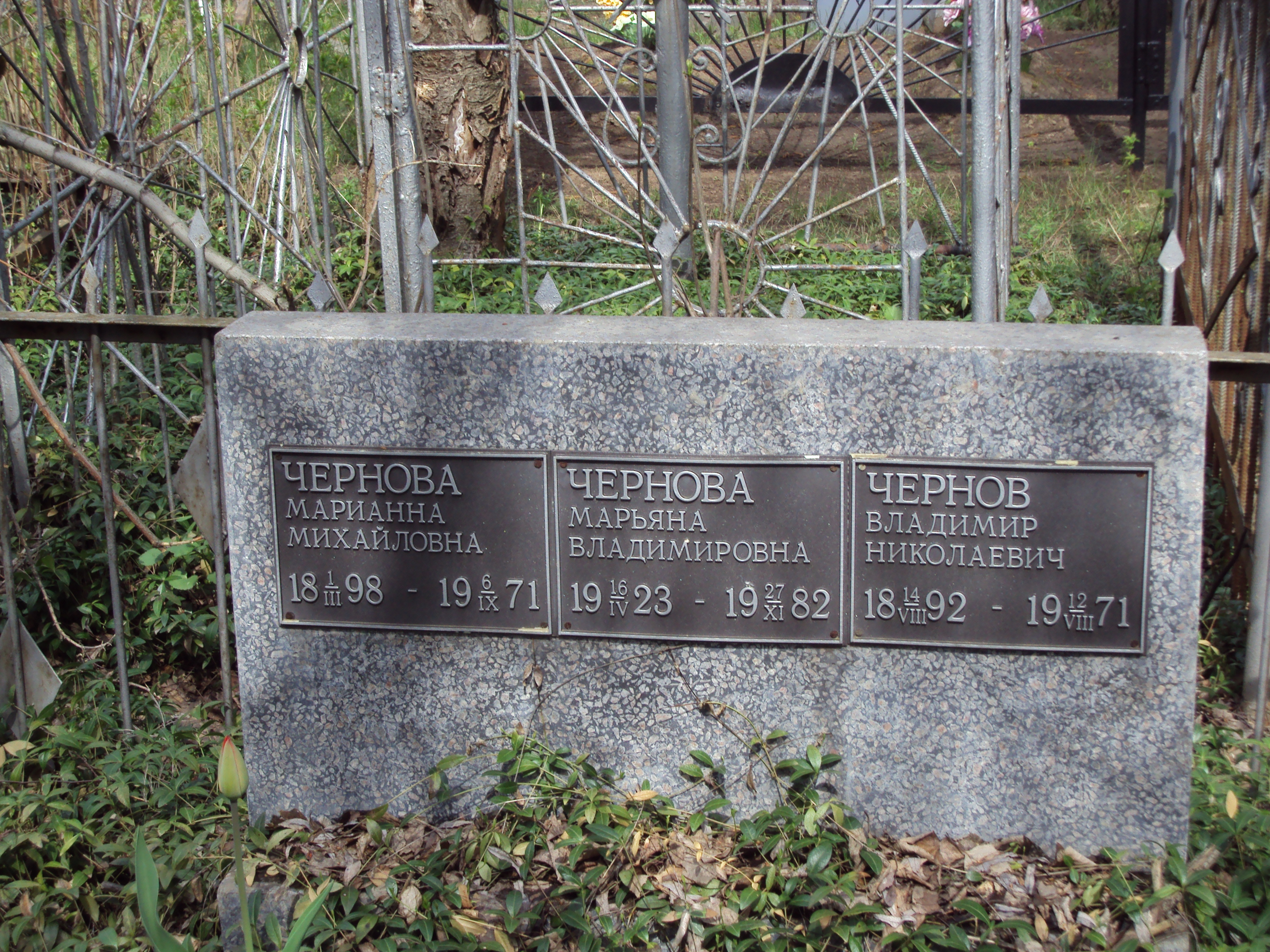
Поховання родини Чернових на Покотилівському кладовищі.

Жила в Харкові в будинку на вулиці Пушкінській (нині Григорія Сковороди) № 67, квартира № 20. Померла в Харкові 27 січня 1982 року. Похована на кладовищі смт Покотилівки Харківського району Харківської області, поруч з батьком і матір'ю .

## Роботи
Працювала в галузі мистецтвознавства та художньої критики. Серед праць:
- «У художників України» / «Творчество», 1960, № 8;
- «Щодо історії створення картини І. Ю. Рєпіна „Запорожці“» / «Искусство», 1962, № 12;
- «Забуте ім'я» / «Художник», 1963, № 12;
- монографія «Дмитро Іванович Безперчий» (Київ, 1963);
- «Художник і глядач»/ «Прапор», 1964, № 11;
- «Борис Васильович Косарєв» (Київ, 1969);
- «Художньо-меморіальний музей І. Ю. Рєпіна в Чугуєві» (Харків, 1969);
- «Микола Леонідович Рябінін» (Київ, 1973);

Авторка низки каталогів, путівників, буклетів, в тому числі щодо пам'ятника Тарасу Шевченкові в Харкові, художньо-критичних статей про архітектора Олексія Бекетова, а також статей для видання Української радянської енциклопедії.

## Пам'ять
Спогади щодо Мар'яни Чернової залишив харківський краєзнавець Микола Олександрович Корж у своїй автобіографічній повісті «На віку, як на довгій ниві» (2001).
У 2012 році консалтинговою групою «Рубаненки і партнери» в рамках проекту «Харківські династії»  у «Вітальні на Дворянській» була проведена виставка «Чернови: шість поколінь».Певна інформація щодо персоналії наведена на сайті Охтирської державної районної адміністрації у рубриці « Видатні співвітчизники»